# Missing (Bruce Springsteen)
Missing is een nummer van de Amerikaanse rockzanger Bruce Springsteen uit 1996. Het nummer staat op de soundtrack van de film The Crossing Guard.
Hoewel het nummer geen hitlijsten bereikte in Amerika, werd het nummer in West- en Noord-Europa wel een klein hitje. In Nederland haalde het de 4e positie in de Tipparade, en in de Vlaamse Ultratop 50 werd de 39e positie behaald.
E Street Band: Bruce Springsteen · Roy Bittan · Nils Lofgren · Patti Scialfa · Garry Tallent · Steven Van Zandt · Max Weinberg
Jake Clemons · Charles Giordano · Soozie Tyrell
Voormalige leden: Ernest Carter · Clarence Clemons · Danny Federici · Vini Lopez · David Sancious
Voormalige tourmuzikanten:
Everett Bradley · Barry Danielian · Clark Gayton · Curtis King · Suki Lahav · Ed Manion · The Miami Horns · Cindy Mizelle · Michelle Moore · Tom Morello · Curt Ramm · Jay Weinberg